# Ryan Leaf
Ryan David Leaf (Great Falls, 15 maggio 1976) è un ex giocatore di football americano statunitense che ha giocato nel ruolo di quarterback nella National Football League (NFL). Fu scelto come secondo assoluto nel Draft NFL 1998 dai San Diego Chargers. Al college ha giocato a football all’Università statale di Washington.

## Carriera professionistica
Peyton Manning e Leaf erano largamente considerati i migliori prospetti selezionabili nel Draft e gli analisti discussero su chi dovesse essere scelto come primo assoluto. Molti preferivano la maggior forza del braccio e il maggior potenziale di Leaf, mentre altri puntavano sulla maggior maturità di Manning, considerandolo una scelta più affidabile. In generale comunque, la maggior parte degli osservatori erano concordi sul fatto che indipendentemente dalle squadre che li avessero selezionati, i due quarterback sarebbero stati di gran beneficio per le loro future franchigie.
Gli Indianapolis Colts detenevano la prima scelta assoluta quell'anno. Gli osservatori della squadra preferivano Leaf ma il presidente dei Colts Bill Polian e lo staff degli osservatori Manning, specialmente dopo i provini privati in cui scoprirono che Manning poteva effettuare lanci più potenti di Leaf. Manning inoltre fece delle ottime impressioni durante i colloqui, a differenza di Leaf. Questi fu descritto come "talmente convinto di sé stesso da risultare ad alcune persone arrogante e quasi odioso." I San Diego Chargers necessitavano di un nuovo quarterback dopo aver segnato il minor numero di touchdown della lega nella stagione precedente. Per ottenere la seconda scelta del draft la squadra scambiò la sua terza scelta del draft per una futura scelta del primo giro, una scelta del secondo giro e il tre volte Pro Bowler Eric Metcalf con gli Arizona Cardinals, assicurando alla squadra di poter selezionare il quarterback che non sarebbe finito a Indianapolis.
Manning fu scelto come primo assoluto dai Colts e Leaf finì ai Chargers, con cui firmò un contratto quadriennale del valore di 31,25 milioni di dollari, inclusi 11,25 milioni di bonus alla firma, all'epoca il più ricco contratto mai firmato da un rookie. "Punto a una carriera di una quindicina d'anni, un paio di viaggi al Super Bowl e a una parata nel centro di San Diego". La notte prima del draft, Leaf volò a Las Vegas, Nevada, sul jet del proprietario dei Chargers, Alex Spanos, e fece festa tutta la notte. Il giorno successivo Ryan sbadigliò durante la sua prima conferenza stampa.
Le speranze riposte nel giocatore sparirono rapidamente già nella sua prima stagione, anche a causa del suo cattivo comportamento fuori dal campo. Dopo aver giocato bene nella pre-stagione e aver guidato i Chargers a vincere le prime due gare della stagione regolare, nella terza giornata completò un solo passaggio da 4 yard su 15 tentativi e lanciò due intercetti. Nella gara successiva l'allenatore lo mise in panchina, dopo che questi lanciò ben 4 intercetti nel solo primo tempo. La domenica seguente vi fu lo scontro coi Colts di Manning, in cui quest'ultimo ebbe la meglio. Leaf ebbe comportamenti irrispettosi sia coi compagni che coi media e concluse la sua stagione con 2 passaggi da touchdown a fronte di ben 15 intercetti, con un disastroso passer rating di 39,0.
Leaf saltò la sua intera seconda stagione a causa di un infortunio alla spalla patito dopo venti minuti dall'inizio del primo giorno di training camp il 28 luglio 1999. Fu inserito in lista infortunati, ma riuscì comunque a far parlare di sé all'inizio di novembre, quando urlò contro il general manager Bobby Beathard e a uno degli allenatori, guadagnandosi una multa, una sospensione senza stipendio e fu costretto a scuse pubbliche (dopo 4 settimane). Durante la sua sospensione, fu ripreso da un video a giocare a flag football in un parco di San Diego, una violazione del suo contratto secondo la dirigenza di San Diego.
Nelle prime due gare della stagione 2000, il giocatore partì come titolare ma lanciò un solo touchdown contro 5 intercetti. Nella settimana 4 si infortunò a un polso, facendo ritorno solo nella settimana 11 e giocando un minuto prima di infortunarsi al tendine del ginocchio. Il 3 dicembre lanciò 4 intercetti contro i San Francisco 49ers. Giocò una buona gara il 17 dicembre lanciando 259 yard, 2 touchdown e un intercetto ma i Chargers furono sconfitti dai Carolina Panthers. Dopo aver terminato la stagione con un record di 1-15, i Chargers svincolarono Leaf il 28 febbraio 2001. In tre anni con San Diego, il quarterback vinse sole 4 partite come titolare. Nella stagione 2000 completò solo il 50% dei suoi passaggi (161 su 322) per 1.883 yard, 11 touchdown e 18 intercetti.
Dopo aver trascorso la pre-stagione 2001 coi Tampa Bay Buccaneers, Leaf passò ai Dallas Cowboys. Dopo che il titolare Quincy Carter soffrì un infortunio, Leaf disputò 4 partite, tutte perse, lanciando complessivamente 1 touchdown e 3 intercetti. Dopo aver passato la pre-stagione 2002 nel roster dei Seattle Seahawks, Leaf optò per il ritiro all'età di soli 26 anni. Nel 2008 ESPN lo ha nominato la peggiore scelta nel draft di tutti i tempi.

## Palmarès
- Giocatore offensivo dell'anno della Pac-10

## Statistiche
| Yard passate  | 3.666 |
| Touchdown     | 14    |
| Intercetti    | 36    |
| Passer rating | 50,0  |